# 소송
소송(訴訟, lawsuit)은 사실관계나 법률관계에서 대립하는 당사자 사이의 권리나 의무 등에 관한 분쟁을 재판에 의하여 법률적으로 해결하여 구체적인 법률관계를 확정하여 줄 것을 법원에 요구하는 법률적 절차를 말한다.  소송 제기를 당하는 일은 피소(被訴)라고 한다.

## 종류

### 국내법
- 민사소송
- 형사소송
- 행정소송
- 가사소송
- 헌법소원
- 선거소송
- 특허소송

## 인지대
대법원규칙으로 정하는데 최근 크게 올라서 소가가 없는 부작위확인소송제기 등에도 최소25만원 가량이 소요되어 서민들에게 큰 부담이 되고 있다.

### 국제법
- 국제사법재판

## 취하
소의 취하는 소가 제기된 후에 법원에 대하여 심판을 구하지 않는다는 원고의 의사표시를 말한다. 소는 판결의 확정에 이르기까지 그 전부나 일부를 취하할 수 있으며 소의 취하는 상대방이 본인에 관한 준비서면을 제출하거나 준비절차에서 진술하거나 변론을 한 후에는 상대방의 동의를 얻지 아니하면 그 효력이 없다.
또한 소의 취하는 서면으로 하여야 하며 다만, 변론 또는 준비 절차에서 구술로써 할 수 있다. 그리고 소장을 송달한 후에는 취하의 서면을 상대방에게 송달하여야 하는데 상대방이 기일에 출석하지 아니한 때에는 변론 또는 준비절차의 조서의 등본을 송달하여야 한다. 또 소 취하의 서면이 송달된 날로부터 2주일 내에 상대방이 이의를 하지 아니한 때에는 취하에 동의한 것으로 본다. 상대방이 기일에 출석한 때에는 소 취하한 날로부터, 상대방이 기일에 출석하지 아니한 때에는 등본의 송달이 있는 날로부터 2주일 내에 상대방이 이의하지 아니한 때에도 같다.

## 같이 보기
- 집단 소송
- 소송행위